# 秋本寺
秋本寺（しゅうほんじ）は、千葉県白井市にある寺院。この寺院は白井市で唯一の日蓮宗派の寺である。山号は白井山。本尊は大曼荼羅。寺紋は井桁橘。境内には番神堂のほかに白井保育園がある。旧本山は大本山法華経寺。親師法縁。

## 由緒

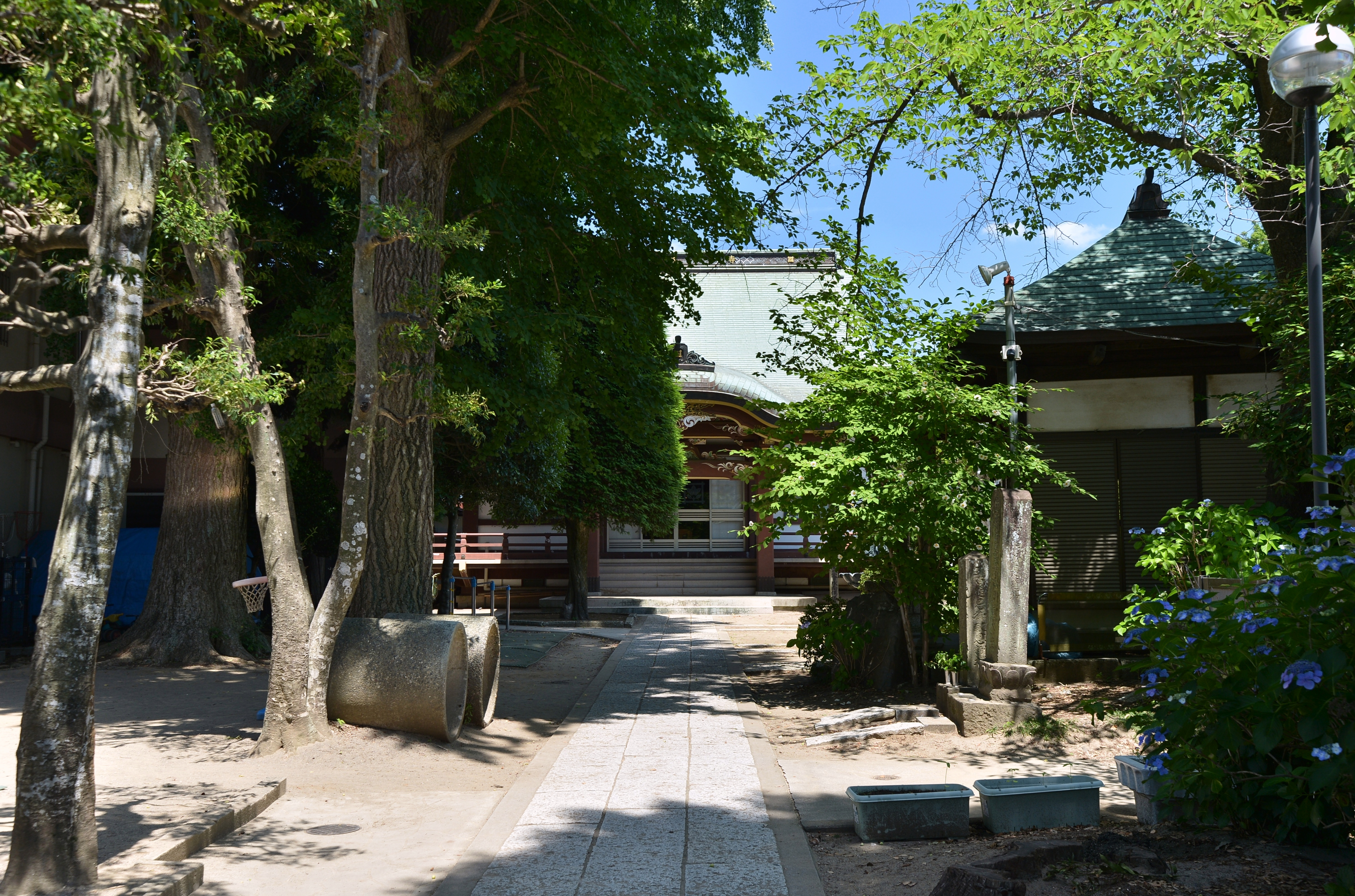
秋本寺の境内と本堂

寺伝によると下総国臼井荘在住の秋元太郎左衛門尉勝光という武士（臼井荘の地頭を務めていた）が、1260年（文応元年）に下総国の若宮の領主・富木常忍公が中山に法華堂を建てて、日蓮大聖人招じ、百日間法華経の説法をした折に、市川の曽谷教信公と共に説法を聴聞し、大いに感銘をうけて自身の屋敷内に法華堂を建てて日夜法華経を読誦したのが始まりとされ、その法華堂がのちに寺院化したものが秋本寺の起源だとされる。起源を知る資料としては、1280年（弘安3年）に身延山の日蓮によって書かれた「秋元御書」という文書が法華経寺に残されている。
秋元公は1291年（正応4年）9月17日に没し、その12年後の嘉元元年（1303年）に日豊上人によって開山され、1665年（寛文5年）8月には中興日教上人が本堂を改めて建立するも1842年（天保13年）1月28日に起きた火災によって焼失、1854年（安政年間）に本堂と庫裡を再建するも20年後の1874年（明治7年）6月7日の白井の大火に遭い全焼するなど度重なる災難を経て、旧本堂を1927年（昭和2年）に再建、1975年（昭和50年）11月には現在の本堂と書院及び庫裡を一新し、現在に至る。
秋元太郎左衛門尉は鎌倉幕府御家人で、出自は上総国周准郡秋元郷発祥の藤原氏道兼流とされている。高野山文書には「幕府奉行人秋元太郎左衛門尉」と記されている。また、秋元氏は富木常忍と親戚関係の間柄で、曽谷教信や大田乗明の両家とも親交が深かったことから日蓮宗を信仰するようになったとみられる。
秋元氏の子孫は大坂の陣などにも参戦し、武功を挙げてる。白井市には、白井市前市長を務めた秋本氏をはじめ「秋本」を称する旧家が多くあるが、この寺を創建した秋元太郎左衛門尉に由来するという。

## しろい七福神
しろい七福神めぐりの一つとなっており、毘沙門天が安置されている。

## 交通
秋本寺は、木下街道（鹿島古道）沿いにある。
- 北総線白井駅からレインボーバスにて白井保育園前下車 徒歩3分